# Eurystyles
Eurystyles – rodzaj roślin z rodziny storczykowatych (Orchidaceae). Obejmuje 22 gatunki występujące w Ameryce Południowej i Środkowej w takich krajach i regionach jak: Argentyna, Belize, Boliwia, Brazylia, Kolumbia, Kostaryka, Kuba, Dominikana, Ekwador, Salwador, Gwatemala, Haiti, Jamajka, Meksyk, Nikaragua, Panama, Paragwaj, Peru, Portoryko, Wenezuela.

## Systematyka
Rodzaj sklasyfikowany do podplemienia Spiranthinae w plemieniu Cranichideae, podrodzina storczykowe (Orchidoideae), rodzina storczykowate (Orchidaceae), rząd szparagowce (Asparagales) w obrębie roślin jednoliściennych.
Wykaz gatunków
- Eurystyles actinosophila (Barb.Rodr.) Schltr.
- Eurystyles alticola Dod
- Eurystyles ananassocomos (Rchb.f.) Schltr.
- Eurystyles auriculata Schltr.
- Eurystyles barrerorum Szlach. & Kolan.
- Eurystyles christensonii D.E.Benn.
- Eurystyles cogniauxii (Kraenzl.) Schltr.
- Eurystyles colombiana (Schltr.) Schltr.
- Eurystyles cornu-bovis Szlach.
- Eurystyles cotyledon Wawra
- Eurystyles crocodilus Szlach.
- Eurystyles domingensis Dod
- Eurystyles gardneri (Lindl.) Garay
- Eurystyles guentheriana (Kraenzl.) Garay
- Eurystyles hoehnei Szlach.
- Eurystyles lobata Chiron & V.P.Castro
- Eurystyles lorenzii (Cogn.) Schltr.
- Eurystyles ochyrana (Szlach., Mytnik & Rutk.) F.Barros & L.R.S.Guim.
- Eurystyles rutkowskiana Szlach.
- Eurystyles splendissima Szlach.
- Eurystyles standleyi Ames
- Eurystyles uxoris Bogarín